# Grand Theft Auto
 Ovo je glavno značenje pojma Grand Theft Auto. Za cijeli serijal pogledajte Grand Theft Auto (serijal).
Grand Theft Auto (GTA) je akcijska-avanturistička videoigra, prva u istoimenog (GTA) serijala, koju je stvorio škotski DMA Design (sada Rockstar North), a objavio ASC Games 1998. To je prva GTA igra napravljena, i dio je GTA serijala koji sadrži deset samostalnih igara i tri proširenja. Predloženo ime igre, prvotno je bilo "Race N Chase". Igra dopušta da se igrač okuša kao kriminalac koji može slobodno ići gradom. Raznovrsne misije su zadane, kao što su pljačke banaka, ubojstva i drugi zločini. GTA 1 je prethodnik igri Grand Theft Auto 2 i obje su igre od 2004. godine dostupne za download na službenoj stranici Rockstar Gamesa.

## Igra
Grand Theft Auto je sastavljen od niza razina, koje se nalaze u tri fiktivna grada. U svakoj je razini igračev cilj doseći određen broj bodova, koji se ostvaruju pomoću odrađivanja zadataka za lokalnu gradsku kriminalnu mrežu. Svaka razina ima određen broj zadataka. Za uspješno odrađene zadatke dobivaju se nagrade i prilike za teže zadatke koji daju veće nagrade, dok bi neuspjeh značio manje bodova.

### Mogućnosti
Igrač može činiti što god hoće. Može dobiti određen broj bodova za ubijanje i uništavanje grada, ili krađom i prodajom ukradenih automobila zbog zarade, iako se osnovna zarada postiže odrađivanjem zadataka u razliučitim razinama. Mnogi su čimbenici koji daju bodove igraču. Neki kriminalni činovi množe dobivene bodove; npr., gaženjem ljudi s policijskim autom daje duplo više bodova.

### Sloboda
Čak i tijekom zadataka, igrač ima određenu slobodu, pogotovo jer sam može birati put do željenog mjesta, iako je destinacija uglavnom sama namještena. Baš je taj čimbenik koji razdvaja Grand Theft Auto od ostalih tadašnjih akcijskih igara. PC izdanja igre su imali mogućnost online multiplayer igranja, korištenjem IPX protocola. Neka se mjesta u igri moraju otključati rješavanjem misija i zadataka.

### Mjesto radnje
Radnja Grand Theft Auta se odvija u tri velika grada, koji su napravljeni prema pravim gradovima: Liberty City prema New Yorku, Vice City prema Miamiju, i San Andreas prema San Franciscu. Sva tri grada imaju probleme s kriminalom i korupcijom, mafijom, uličnim bandama, organiziranim pljačkama i ubojstvima, te s korumpiranim policajcima.
Ova tri grada kasnije će postati mjesto radnje većine Grand Theft Auto igara, uključujući Grand Theft Auto III, Grand Theft Auto: Vice City, Grand Theft Auto: San Andreas, Grand Theft Auto Advance, Grand Theft Auto: Liberty City Stories, Grand Theft Auto: Vice City Stories, Grand Theft Auto IV i Grand Theft Auto: Chinatown Wars, Grand Theft Auto 5,  Grand Theft Auto IV: Lost and Damned i Grand Theft Auto IV: Ballad of Gay Tony.

## Likovi
Igrači biraju s kojim će likom igrati od njih osam: Travis, Kat, Nikki, Divine, Bubba, Troy, Kivlov i Ulrika (PlayStation verzija dopušta odabira samo četiri muška lika). Za vrijeme igranja, nema razlike između likova, jer svi nose istu žutu majicu. Igračevo ime se može i mijenjati.

## Glazba
Grand Theft Auto ima malu kolekciju radio stanica koje se mogu slušati kada igrač uđe u automobil. No, unatoč tome, svako vozilo može primiti ograničen broj tih radio stanica (najčešće 3, neki automobili primaju samo 1 radio stanicu). Na PlayStation konzoli, svaki automobil prima samo jednu radio stanicu. S izuzetkom stanice "Head Radio", imena pjesama i radio stanica se nikad ne spominju u igri. Imena radio stanica i pjesama se nalaze u knjižici koja dolazi s igrom Grand Theft Auto.

## Proširenja
Za Grand Theft Auto izašla su dva London Mission Packs proširenja (ekspanzije), izdana 1999. godine.

### Grand Theft Auto: London, 1969
Grand Theft Auto: Mission Pack #1 - London, 1969 je proširenje misijama, izdano 31. ožujka 1999. za DOS, Microsoft Windows. U travnju 1999., izdana je i verzija za Sony PlayStation. Igra koristi jednak engine kao i GTA, te imaju vrlo sličnu grafiku. London, 1969 je prva ekspanzija izdana za PlayStation.
Proširenje uključuje 30 novih vozila, 32 nove misije; a, umjesto fiktivnih lokacija napravljenih po pravim gradovima (Liberty City, San Andreas i Vice City), radnja igre odvija se u Londonu, 1969. godine. Igrač opet ima ulogu u organiziranom kriminalu.

### Grand Theft Auto: London, 1961
Grand Theft Auto: Mission Pack #2 - London, 1961 je drugo GTA proširenje, izdano 1. lipnja 1999., nastavak Londona, 1969. Treća je igra u serijalu.
Kao i London, 1969, koristi GTA-ov engine, a radnja se opet odvija u Londonu, u godini 1961., osam godina nakon prve ekspanzije. Kronološki predano (prema fiktivnim godinama), 1961 ima najstariju radnju od svih dosadašnjih igara u serijalu.
Drugo je proširenje dostupna samo za PC, ali i za download. Za 'London 61', potreban je i GTA i 'London, 1969'. Uz to, može se zajedno spojiti s Londonom, 1969.

## Portovi
Originalni Grand Theft Auto je proizveden za DOS, a kasnije portiran na Microsoft Windows (pomoću "SciTech MGL"-a), PlayStation, i Game Boy Color. Game Boy Color verzija nije bila tehnološki skraćene, što je bio priličan tehnički uspjeh zbog pravilno okomitog izglda grada iz PC verzije, pa su igledali puno manji za razliku od ostalih tadašnjih igara za Game Boy Color, zbog ograničenog sklopovlja. Zbog prilagodbe za mlađe generacije, igra je jednim djelom cenzurirana, uklanjanjem psovanja.
PC verzija je izašla u nekoliko različitih DOS i MS-Windows izvršnih programa, koji su koristile jedan sastav podatkovnih datoteka (osim za 8-bitnu DOS verziju, koja koristi različitu, ali sličnu grafiku).
Grand Theft Auto je trebala izaći i za Sega Saturn, ali zbog brzog pada popularnosti, projekt je otkazan i verzija nikad nije izdana. Nakon uspjeha s PlayStation verzijom, započet je proces portiranja na Nintendo 64, koji bi se zvao Grand Theft Auto 64, i imao bi nekoliko grafičkih poboljšanja i novih misija; ali je projekt otkazan i 64 verzija nikad nije izašla u prodaju.

## Omot igre
Omot igre Grand Theft Auto je fotografija policijskog automobila newyorške policijske uprave iz 1980. godine, na raskrižju Pete avenije i 56. ulice, s Trump Towerom u pozadini. Ista slika je bila na zamjenskom omotu Grand Theft Auta 2.

## Vanjske poveznice
- Službena stranica
- Grand Theft Auto i Grand Theft Auto 2 Download